# Вілламар
Вілламар (італ. Villamar, сард. Bidda Mara) — муніципалітет в Італії, у регіоні Сардинія,  провінція Медіо-Кампідано.
Вілламар розташований на відстані близько 400 км на південний захід від Рима, 50 км на північ від Кальярі, 8 км на північний схід від Санлурі, 27 км на північний схід від Віллачідро.
Населення — 2788 осіб (2014).

## Демографія
Населення за роками:

Станом на 1 січня 2023 року в муніципалітеті офіційно проживало 49 іноземців з 10 країн, серед них 12 громадян країн Євросоюзу та 3 громадяни України.

## Сусідні муніципалітети
- Фуртеї
- Гуазіла
- Лас-Плассас
- Лунаматрона
- Паулі-Арбареї
- Санлурі
- Сегаріу
- Віллановафранка